# طقس سرياني شرقي

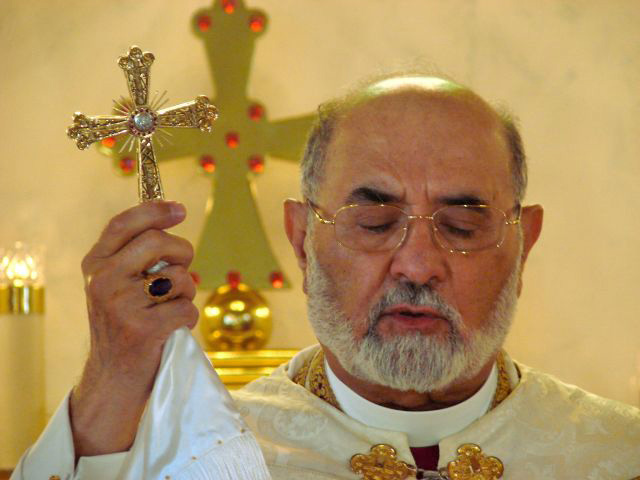
بطريرك كنيسة المشرق الآشورية دنخا الرابع اثناء احتفال برتبة القداس.

نشأت الطقوس المسيحيّة الأولى في أورشليم والتي دعيت أم الكنائس وسرعان ما نشأت عواصم أخرى للطقوس المسيحية، مثل أنطاكية حيث دعي المسيحيين بهذا الاسم للمرة الأولى والرها وهي أول بلاد اعتنقت المسيحية ومركز سرياني وثقافي كبير، ظلت محافظة على جذورها السريانية على عكس أنطاكية التي تأثرت بالطقوس الأورشليمية، ولذلك يعمد اللاهوتيون والمؤرخون إلى تقسيم الطقوس المسيحية الشرقية إلى عائلتين كبيرتين، الطقس الأول وهو الطقس الأورشليمي - الأنطاكي والثاني هو الطقس الرهاوّي، وفي وقت لاحق اعتبر نهر الفرات أصلاً لتلك القسمة فدعي الطقس الأنطاكي - الأورشليمي بالطقس الغربي في حين دعي الطقس الرهاوّي بالطقس الشرقي.
تعتبر كنيسة المشرق، وكنيسة المشرق الآشورية، وكنيسة المشرق القديمة، والكنيسة الكلدانية الكاثوليكية وكنيسة السريان الملبار الكاثوليك كنائس مسيحية سريانية، فهي بذلك تستعمل اللغة السريانية كلغة طقسية في جميع شعائرها الدينية. تمتاز هذه الكنائس طقسيًا الليتورجيا السريانية الشرقية التي تتفق مع الطقس السرياني الغربي في عودتها إلى مدينتي الرها وأنطاكية. وتمتاز الأنافورات السريانية الشرقية والغربية على حد سواء عن غيرها من الطقوس اليونانية واللاتينية المماثلة بقربها الشديد من الطقوس الليتورجية اليهودية.
لا يعرف الكثير عن أصول ومؤلفي أقدم الطقوس السريانية الشرقية غير أن أهم من لعب دورا في تشكيلها كان أفرام السرياني (ت. 373) ومعاصره يعقوب النصيبيني كما لعب كل من شمعون بار صباعي (ت. 341/344) وماروثا (ت. 420) ونرساي (ت. 502) وباباي الكبير (ت. 628) دورا في تطوير هذا الطقس كذلك.
يعود أقدم ترتيب للطقس الكنسي السرياني الشرقي إلى سنة 410 خلال سينودس سلوقية-قطيسفون الذي أقر توحيد الطقوس الدينية المستعملة. كما أقر سينودس سنة 676 ضرورة إقامة صلاتي الصبح والمساء في الكنيسة لجمهور العلمانيين. وهنا توجب على جميع الحاضرين المشاركة فعليا في الترتيل والصلوات.
تعتبر كنيسة المشرق أول من قامت بتقسيم سنتها الطقسية بحسب ابن العبري الذي يعزيها للبطريرك بار صباعي. وتنقسم السنة الطقسية إلى 12 قسم تنقسم كم من تلك إلى سابوعان أو شابوعان (مفرد بالسريانية: ܣܘܪܝܝܐ شابوعا) وتعرف كذلك بالجوقات. ويحتوي كل شابوع على ستة أقسام، واحد لكل يوم من الإثنين للسبت ما خلا الأحد. وتتناوب جوقتان تهيئة الرتب: الأولى في الإثنين ولأربعاء الجمعة، والثانية للأيام الثلاث الأخرى في الأسابيع الفردية، وتتبادلان في الأسابيع الزوجية.
تنقسم الصلوات اليومية إلى ثلاث فترات وهي: الليل أو لليا (بالسريانية: ܠܠܝܐ)‏ والصباح أو صپرا (بالسريانية: ܨܦܪܐ)‏ والمساء أو رمشا (بالسريانية: ܪܡܫܐ)‏، تضاف إلى هذه رتبة قالا دشاهرا (بالسريانية: ܩܠܐ ܕܫܗܪܐ)‏ التي تقام بعد صلاة منتصف الليل (لليا).
تحتوي كنيسة المشرق على ثلاث أنافورات تأتي تباعا في السنة الطقسية. أهمها أنافورا الرسولين أدي وماري التي تعتبر أقدم طقس كنسي مسيحي على الإطلاق ويعود أصلها لمدينة الرها. تمتاز هذه الأنافورا بعدم احتوائها على ذكر للعبارات التي نطقها يسوع خلال العشاء الأخير في الكلام الجوهري. تتشابه هذه الأنفورا مع أنافورا القديس بطرس بالكنيسة المارونية (شرر) إلى حد بعيد على أن الأخيرة أقل تعقيدا، ويعتقد أن لكلا الطقسين أصل رهاوي واحد.
ثاني أنافورا استعمالا تعرف باسم ثيودور المصيصي وتستعمل في الفترة بين الحلول حتى أحد الفصح. ألفها ثيودور نفسه باللغة اليونانية وترجمها البطريرك أبا للسريانية.
تعتبر أنافورا نسطور الأطول بين الثلاثة وأقلها شيوعا حيث يقتصر استعمالها على خمس مرات في العام.
يمكن تقسيم القداس السرياني الشرقي إلى الفقرات التالية:
1. صلاة التحضير
2. مزامير
3. صلوات
4. التقديسات الثلاث
5. القراءات الكتابية من العهد القديم وأعمال الرسل
6. مزامير
7. قراءة الرسالة
8. الهللويا
9. قراءة الإنجيل
10. صرف من لا يحمل الأسرار
11. صلاة التضرع
12. نقل المواهب
13. قانون الإيمان
14. تحضير الأنافورا
15. السلام